# Représentations diplomatiques en Abkhazie

Carte de la République D'Abkhazie

La république d'Abkhazie est un État non reconnu internationalement apparu en 1999. Il est reconnu par quatre États membres de l'ONU (fédération de Russie, république du Nicaragua, république bolivarienne du Venezuela, république de Nauru et trois États non-membres (république du Haut-Karabagh, république d'Ossétie du Sud, république moldave du Dniestr).

## Ambassades
- Fédération de Russie : Soukhoumi[1]
- République d’Ossétie du Sud-Alanie : Soukhoumi[2]

## Autres missions
- République moldave du Dniestr (Bureau représentant)[1]
- République bolivarienne du Venezuela (ambassadeur non-résident) : Moscou[1]
- République du Nicaragua (ambassadeur non-résident) : Moscou[1]